# Laurie Garrett
Laurie Garrett (Los Ángeles, 1951) es un periodista y escritora estadounidense. Fue galardonada con el Premio Pulitzer por Reportaje Explicativo en 1996 por una serie de trabajos publicados en Newsday acerca del brote del virus del ébola en Zaire.

## Biografía
Laurie Garrett nació en Los Ángeles, California en 1951. Se graduó de la Escuela Secundaria de San Marino en 1969 y cursó una licenciatura en biología en el Merrill College de la Universidad de California en Santa Cruz, graduándose en 1975. Asistió a la escuela de posgrado del Departamento de Bacteriología e Inmunología de la Universidad de California en Berkeley e hizo investigaciones en la Universidad de Stanford con el inmunólogo Leonard Herzenberg.
En 1997 ganó el Premio George Polk de Reportaje en el Extranjero por Crumbled Empire, Shattered Health en Newsday, descrito como "una serie de 25 artículos sobre la crisis de salud pública en la ex Unión Soviética". Ganó otro premio Polk en 2000 por su libro Betrayal of Trust, "un relato investigado meticulosamente de las catástrofes sanitarias que ocurren en diferentes lugares simultáneamente y que equivalen a un desastre de proporciones mundiales".
En 2004, Garrett se incorporó al Consejo de Relaciones Exteriores como Miembro Superior del Programa de Salud Mundial. Ha trabajado en una amplia variedad de problemas de salud pública como el síndrome respiratorio agudo severo (SARS), la gripe aviar, la tuberculosis, el paludismo y la intersección entre el VIH/SIDA y la seguridad nacional.

## Obra
- 2011 - I Heard the Sirens Scream: How Americans Responded to the 9/11 and Anthrax Attacks
- 2001 - Betrayal of Trust: The Collapse of Global Public Health
- 1995 - The Coming Plague: Newly Emerging Diseases in a World Out of Balance